# Патуљасти пингвин
Патуљасти пингвин (лат. Eudyptula minor) представља најмању врсту пингвина. Живе дуж читаве обале Новог Зеланда, Чатамских острва, Тасманије и јужне Аустралије.
На Новом Зеланду, Маори их зову „Корора“.
Постоји неколико подврста патуљастих пингвина, али тачна класификација је у научном свијету и даље предмет расправе. Мали пингвини (Eudyptula albosignata albosignata) се по неким ауторима сматрају подврстом патуљастих пингвина, по неким посебном врстом, а по неким полиморфном врстом.

## Особине
Патуљасти пингвини могу порасти до 43 cm висине и око 1 kg тежине. У просјеку живе око 6,5 година, али је било случајева да су се обиљежене јединке проналазиле живе и послије 20 година.

### Исхрана
Патуљасти пингвини се хране рибом, лигњама и другим ситним морским животињама. Када иду у лов, роне дуго и издржљиво за својим плијеном. У сумрак се обично враћају у гнијездо да би нахранили младе.

### Размножавање
Живе у великим колонијама. У сезонама парења бирају себи партнере, и сваки пар образује своје гнијездо. У једној сезони парења излијегу се по два младунчета.

### Природни непријатељи
У дивљини, патуљастим пингвинима се често хране новозеландске фоке. Научници Јужноаустралијског института за истраживање и развој су открили да око 40% фекалија фока на Гранитном острву у Јужној Аустралији садржи остатке патуљастих пингвина.
У Аустралији, најјаче колоније патуљастих пингвина су на острвима без мачака и лисица.

## Однос са људима
На острву Филип, југоисточно од Мелбурна, организована је туристичка атракција посматрања колоније патуљастих пингвина. Постављени су бетонски стубови и освјетљење, тако да туристи могу да виде, али не и фотографишу, пингвине који се без имало занимања за туристе друже један са другим. Ови пингвини, неодољиво симпатични за туристе, годишње привуку преко пола милиона туриста. Посјетиоци Перта у Западној Аустралији могу да посјете „Пингвинско острво“ да би видјели пингвине у свом природном окружењу. Колонија патуљастих пингвина у граду Оамару на Новом Зеланду је слична посматрачници пингвина на острву Филип.